# Jana Plauchová
Jana Plauchová, née le 8 septembre 1987, est une astrobiologiste et écrivaine de science-fiction slovaque. Elle a publié quatre romans.

## Biographie
Jana Plauchová naît le 8 septembre 1987 à Banská Bystrica, où elle fait ses études secondaires. Elle s'intéresse à l'espace et à l'astronautique dès l'âge de 15 ans, après la catastrophe de la navette spatiale Columbia.
Plauchová étudie la biologie de 2007 à 2010 à l'Université Matej Bel et obtient en 2012 une maîtrise de biologie moléculaire à l'Université Comenius. Elle suit également des études postsecondaires en astronomie à Hurbanovo. Lorsqu'elle commence ses études universitaires, elle sait déjà qu'elle veut écrire des livres. Selon elle, la biologie a une grande utilité dans la science-fiction. Elle publie son premier roman Zero Kelvin juste après avoir obtenu son diplôme.
Depuis 2023 Plauchová travaille comme chercheuse au planétarium et observatoire Maximilián Hell à Žiar nad Hronom. Son travail consiste principalement à vulgariser la science et à enseigner les bases de l'astronomie, à gérer le planétarium numérique, à créer des programmes pour le planétarium, à écrire des articles, à effectuer des observations occasionnelles, à donner des conférences et à réaliser des modèles d'objets célestes. Elle a également dirigé un club d'astronomie. Depuis 2014, elle enseigne le cours Technologie des fusées et astronautique dans le cadre des études postsecondaires en astronomie à Hurbanovo[réf. nécessaire].
Elle vit à Kremnica.

## Œuvres littéraires
L’intérêt de Jana Plauchová pour la science-fiction est éveillé par les livres pour enfants Tajomstvo Dračej steny (Le Secret du mur du dragon) de Jozef Žarnay (sk) et Prázdniny na planéte Coleida (Vacances sur la planète Coleida) de Kir Bulychov. C’est sa mère, également fan de science-fiction, qui lui fait découvrir ces ouvrages. Plauchová est également fan de la série Star Trek.
Elle considère la science-fiction comme aussi diversifiée, enrichissante et puissante que d’autres genres littéraires, un moyen d’élargir la compréhension, l’imagination et l’empathie des lecteurs, tout en permettant de tendre un miroir à l’humanité sans sombrer dans la morale simpliste.
Elle décrit l’écriture du premier jet comme la partie la plus difficile du processus créatif. Cependant, à mesure qu’elle acquiert davantage de connaissances théoriques, cette tâche devient plus facile. Elle ne commence à écrire que lorsqu’elle a toute l’intrigue en tête, jusqu’à la dernière phrase. Si elle commence la rédaction trop tôt, elle perd son inspiration et le texte reste inachevé,.
En dehors de la science-fiction, elle s'intéresse également au processus d’écriture lui-même, un sujet qu'elle aborde dans des nouvelles et des conseils pratiques.
Elle commence à écrire dès l’école primaire. Ses premiers écrits sont des contes. Plus tard, elle tente d’écrire des histoires d’aventure pour la jeunesse, des récits sur les animaux, des œuvres de science-fiction et même des essais d’encyclopédies. De l’âge de seize ans à vingt-quatre ans, sa production littéraire est exclusivement axée sur le genre de la science-fiction.
Le cœur de l’œuvre de Plauchová est constitué de romans de science-fiction équilibrant des éléments de hard et de soft science-fiction. Elle accorde autant d’importance à l’approfondissement des pensées et des émotions des personnages qu’à l’exactitude scientifique, à la technologie et aux faits. Elle traite également de thèmes que d’autres auteurs évitent, en mettant en avant des idées minoritaires.
Elle utilise habilement des termes techniques, éduque subtilement le lecteur et n’hésite pas à expérimenter. Ses personnages se distinguent par leur caractère marqué, contrastant avec les personnages souvent stéréotypés des autres auteurs de science-fiction. Même si ses romans contiennent généralement des personnages extraterrestres, elle ne croit pas à l'existence de la vie en dehors de la Terre.
Plauchová termine son premier manuscrit à l'âge de 17 ans, mais elle ne le considère pas comme suffisamment abouti pour être publié. Son premier roman publié, Nula kelvinov: Ja neexistujem, ty neexistuješ (Zéro kelvin : Je n’existe pas, tu n’existes pas), publié en 2012, est son cinquième manuscrit achevé. Ce roman traite du (non-)voyage dans le temps, des manipulations génétiques, de la différence par rapport à la masse[pas clair], de l’amour, de la frustration, de la génialité et du passage à l’âge adulte. Il raconte l’histoire de David, un garçon qui grandit et vieillit deux fois plus lentement que la moyenne. Le critique littéraire Miloš Ferko qualifie ce premier roman d’œuvre de qualité, accessible à la fois aux enfants et aux adultes. La critique Veronika Rácová souligne la composition précise et la causalité bien pensée du roman. Malgré le succès critique et commercial du livre, Plauchová n'est pas satisfaite de la qualité de l'édition et publie une nouvelle édition en 2022.
Le deuxième roman de Plauchová, Večnosť omylov (L’éternité des erreurs), est publié en 2013 par Artis Omnis. Bien qu’écrit avant Nula kelvinov, il traite de l’accident fictif et tragique d’une navette spatiale Discovery et des conséquences en chaîne qu’il provoque. Le roman explore également le concept de la téléportation entre la Terre et une planète lointaine, fondé sur des phénomènes difficiles à expliquer dans la haute atmosphère terrestre. L’écriture du roman a duré dix ans et demi, incluant plusieurs réécritures.
En 2016, le troisième roman de Plauchová, Úvod do teórie chaosu (Introduction à la théorie du chaos), est publié par Artis Omnis. Écrit en quatorze mois, il se déroule dans les profondeurs de l’océan. Ce thriller de science-fiction avec des éléments d’horreur est décrit comme une histoire sur la peur, les illusions, les phobies, mais aussi sur les possibilités infinies, le jeu avec l’univers, la recherche, les secrets, le hasard et la théorie quantique. Le roman a également été traduit en tchèque et publié par Euromedia en mai 2023.
En avril 2019, Artis Omnis publie le quatrième roman de science-fiction de Plauchová, intitulé Druhá planéta (La Deuxième planète). Elle l’avait écrit alors qu’elle était encore au lycée, bien avant ses autres ouvrages publiés. C'est un romand de hard science-fiction technique, à la manière d’Arthur C. Clarke, mais avec une résolution plus fantastique. Le roman aborde des thèmes comme la pollution de l’environnement et la planète Vénus, que l’auteure considère comme sous-explorée par rapport à Mars.
Une suite à Zero kelvin, Tristodesať kelvinov (310 kelvin), est publiée en 2024.

## Vulgarisation scientifique
Jana Plauchová écrit également des textes de vulgarisation scientifique,,. Elle les publie dans le magazine Pontes, où elle a écrit, par exemple, l'article « 30 ans depuis le lancement de Mir », ainsi que dans le magazine Kozmos.

### Súhvezdia od Andromedy po Žirafu
En 2023, après des années de reports, elle publie son premier livre de vulgarisation scientifique intitulé Súhvezdia od Andromedy po Žirafu (Constellations, depuis Andromède jusqu'à la Girafe). L'objectif du livre est de fournir les informations les plus complètes sur l'ensemble des constellations, à l'exception de certains sujets connexes, jamais publiées en slovaque[pas clair].
Les constellations dans le livre ne sont pas classées par ordre alphabétique, mais selon leur visibilité depuis la Slovaquie. Elle a travaillé sur ce livre avec des interruptions pendant dix-neuf ans, dont la plus longue a duré 2,5 ans. Durant les trois premières années de travail, l'auteure ne prévoyait pas de le publier. Le livre est finalement sorti sept ans après l'achèvement de la première version du manuscrit.
Le manuscrit comprend également 92 cartes dessinées par l'auteure, mais elles n'ont pas été incluses dans la version publiée.

### Conférences
Jana Plauchová donne des conférences pour le grand public et les spécialistes. L'une des thématiques de ses conférences est la catastrophe de la navette Columbia, une autre porte sur la question de l'existence de la vie extraterrestre.
Ainsi, en mars 2017, elle donne une conférence à Vrbové sur le déroulement d'un vol spatial, illustrée par une animation. En septembre 2017, pour le 60e anniversaire du lancement du premier satellite artificiel, elle donne une conférence au Musée des sciences naturelles de Bratislava sur le thème « 60 ans de l'astronautique ».
Lors du BB Con 2018, pour le 30e anniversaire l'accident, elle présente une conférence intitulée « Challenger – Un vol tragiquement court ».

## Critiques
Selon Lucia Lackovičová, Plauchová est la seule écrivaine de science-fiction contemporaine notable en Slovaquie. L'écrivaine de fantasy Alexandra Pavelková a qualifié Plauchová de meilleure auteure de science-fiction du pays.

## Prix
Jana Plauchová remporte son premier prix en 2002 lors du concours Kukučínova literárna Revúca 2002, où elle obtient la deuxième place. Ensuite, elle remporte la première place au concours Tak píšem ja en 2013, la troisième place au Mladá slovenská poviedka en 2014, la deuxième place à Poviedka Istroconu en 2015 et le Prix d'encouragement de l'ESFS 2015.
En dehors du domaine de la science-fiction, elle remporte avec ses collègues le Prix du public au festival Astrofilm 2016 pour le scénario du film de vulgarisation scientifique Jeho jasnosť Slnko (Sa Majesté le Soleil).
En 2021, elle remporte le Prix Karel Čapek dans la catégorie nouvelle de science-fiction et fantasy, ainsi que le prix principal du concours Mlok, pour sa nouvelle de science-fiction Marťanská odysea (Odyssée martienne), un récit sur les rovers sur Mars.

## Ouvrages

### Romans
- 2012, 2022 : Nula kelvinov (Je n’existe pas, tu n’existes pas), roman de science-fiction
- 2013 : Večnosť omylov, thriller de science-fiction, initialement intitulé Osem hviezd Veľkého voza (Huit étoiles du Grand Chariot)
- 2016 : Úvod do teórie chaosu, thriller de science-fiction
- 2019 : Druhá planéta, roman de science-fiction
- 2024 : Tristodesať kelvinov, roman de science-fiction, suite libre de Nula kelvinov

### Nouvelles
- 2012 : Dievčatko a dobrá víla alebo In vitro kurz tvorivého písania (La petite fille et la bonne fée ou Cours d’écriture créative in vitro) – Dotyky
- 2014 : Granátový vesmír (L’Univers en grenade) – dans le recueil Dotyky budúcnosti (Toucher le futur), Artis Omnis
- 2014 : Cintorín živých (Le Cimetière des vivants) – dans le recueil Mladá slovenská poviedka 2014 (Jeune nouvelle slovaque 2014), Centre culturel d'Orava à Dolný Kubín
- 2018 : Po oblakoch nikto nechodí obutý (Personne ne marche chaussé sur les nuages) – dans le recueil Žena s labutí (Femme avec un cygne), Fortna
- 2019 : Pravidlá hry (Les Règles du jeu) – dans le recueil Istrocon 5, HJC projekt
- 2022 : Marťanská odysea (L’Odyssée martienne) – dans le recueil Mlok (Recueil des œuvres primées du prix Karel Čapek 2021)

### Vulgarisation
- 2023 : Súhvezdia od Andromedy po Žirafu (Les Constellations d’Andromède à la Girafe), guide encyclopédique complet du ciel étoilé